# FIFA 23
FIFA 23 je sportovní (fotbalová) videohra vyvinutá a vydaná divizí EA Sports společnosti Electronic Arts. Hra je 30. dílem v sérii FIFA a posledním titulem nesoucím tento název, příští ročníky se budou jmenovat EA Sports FC. FIFA 23 vyšla 30. září 2022 pro Nintendo Switch, PlayStation 4, PlayStation 5, Microsoft Windows, Xbox One a Xbox Series X/S.
Na obale ultimátní edice hry je vyobrazen francouzský fotbalista Kylian Mbappé a australská fotbalistka Sam Kerrová, přičemž na obálce standardní edice a edice Legacy se nachází pouze Mbappé.
Hlavními komentátory ve hře jsou Derek Rae a Stewart Robson.

## Esport
Je organizován prostřednictvím EA SPORTS FIFA 23 Global Series. Tato série zahrnuje několik událostí a lig, včetně ePremier League, eLa Liga, eMLS, Virtual Bundesliga a mnoho dalších partnerů.
Jednou z hlavních událostí je eChampions League. Tato soutěž má čtyři fáze:
1. Kvalifikace: Nejlépe hodnocení evropští hráči v FUT Division Rivals soutěží v online kvalifikačních turnajích, aby určili, kdo se utká v živé skupinové fázi v Londýně.
2. Skupinová fáze: 32 hráčů ze západní Evropy soutěží v 5 kolech švýcarského systému, aby určili, kterých 16 z nich postoupí do vyřazovacích kol.
3. Vyřazovací fáze: 32 hráčů, kteří postoupili do vyřazovací fáze v dubnu, soutěží v systému dvojité eliminace, aby určili vítěze eChampions League.
4. Finále: Posledních 8 hráčů v soutěži se utká v Istanbulu 7. června, jen pár dní před skutečným finále Ligy mistrů.